# Santuario di Nostra Signora delle Vigne
Il santuario di Nostra Signora delle Vigne è un luogo di culto cattolico di Caravonica, in provincia di Imperia. La chiesa è situata lungo la strada provinciale 28 del Colle di Nava per il colle San Bartolomeo e la valle Arroscia.

## Storia e descrizione
Secondo la tradizione popolare l'edificazione del santuario mariano è legata ad un avvenimento miracoloso che avvenne nel 1588 in quella zona del territorio caravonichese. Legata all'edificio di culto è un'effigie della Vergine Maria che, stando alla leggenda, fu sottratta da un magazzino di Savigliano dal figlio di un mulattiere di Caravonica. Lungo la strada del ritorno e nei pressi della località il mulo del padre e figlio si rifiutò, impennandosi, di proseguire il percorso. Il bambino dovette quindi confessare il furto al genitore e quest'ultimo collocò la statuetta presso un cumulo di pietre per proseguire il viaggio verso casa.
Saranno poi gli abitanti del villaggio di Caravonica ad edificare un primo pilone votivo nel quale collocare l'effigie mariana e, con il passare del tempo e dei presunti avvenimenti miracolistici, una vera e propria cappella nel corso del Seicento che fu intitolata all'Assunzione di Maria in cielo. I primi ingrandimenti del sito, a cui seguì una nuova costruzione per il ricovero e accoglienza dei pellegrini, avvenne nel 1645 e nel 1653. Furono i maestri Giuliano Ferraro e Nicolao Marvaldi nel 1658, su progetto di Pietro Antonio Corradi, ad ampliarne il coro. Un nuovo rifacimento dell'aula fu ancora compiuto nel 1670 e tra gli anni 1736-1739 a cura di Francesco Maria Marvaldi.
Presenta notevoli stucchi realizzati dallo stesso Marvaldi e dal ticinese Gio Andrea Casella. Altro dipinto pregiato è quello murale nel presbiterio (Gloria dell'Assunta) di Francesco Carrega, originario di Porto Maurizio.